# Marrubieae
Marrubieae Engl., 1892 è una tribù di piante Spermatofite Dicotiledoni appartenenti alla famiglia delle Lamiaceae (ordine delle Lamiales).

## Etimologia
Il nome della tribù deriva dal suo genere più importante: Marrubium, la cui etimologia deriva dall'ebraico "marrob" ( = amaro), nome latino per un rimedio familiare per la tosse; ma potrebbe derivare anche da un antico nome volgare usato dal popolo di Roma. In tutti i casi tale nome s'incontra per la prima volta negli scritti di Gaio Plinio Secondo (Como, 23 – Stabiae, 25 agosto 79]) scrittore, ammiraglio e naturalista romano. Il nome scientifico della tribù è stato definito da Adolf Engler (Zagan, 25 marzo 1844 – Berlino, 10 ottobre 1930), botanico tedesco famoso per i suoi lavori sulla tassonomia delle piante, nella pubblicazione "Grosse Ausgabe. Berlin - ed. 1: 164." del 1892.

## Descrizione

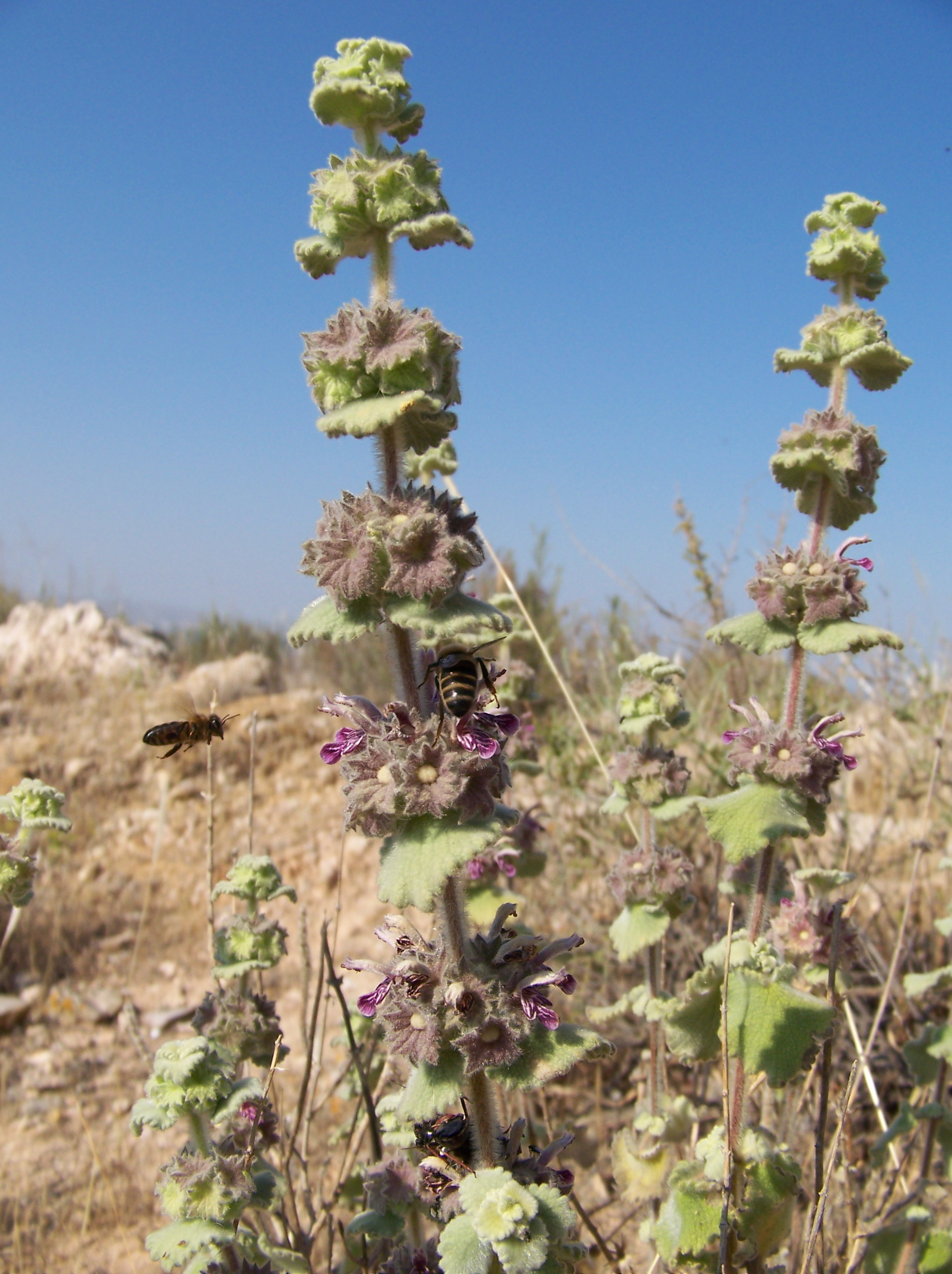
Il portamento
Ballota hirsuta

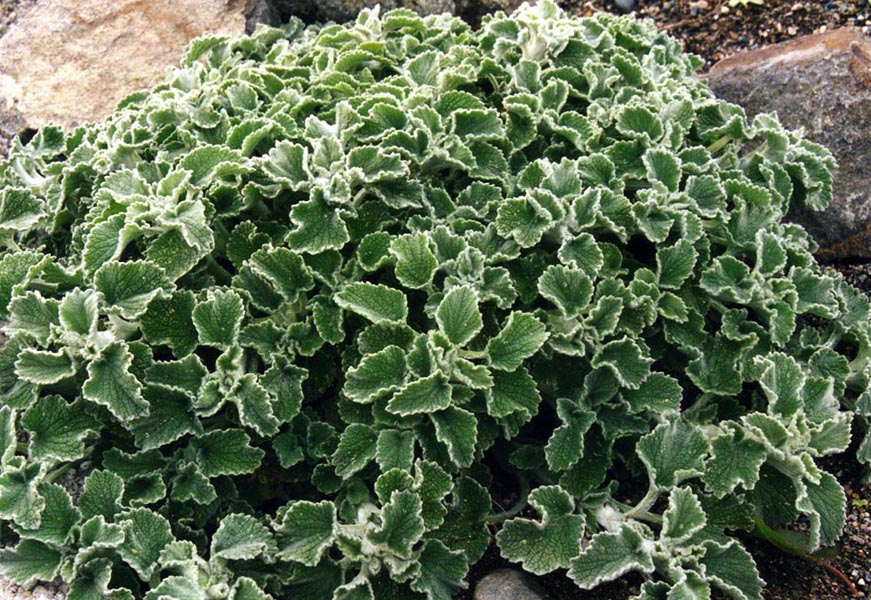
Le foglie
Marrubium incanum

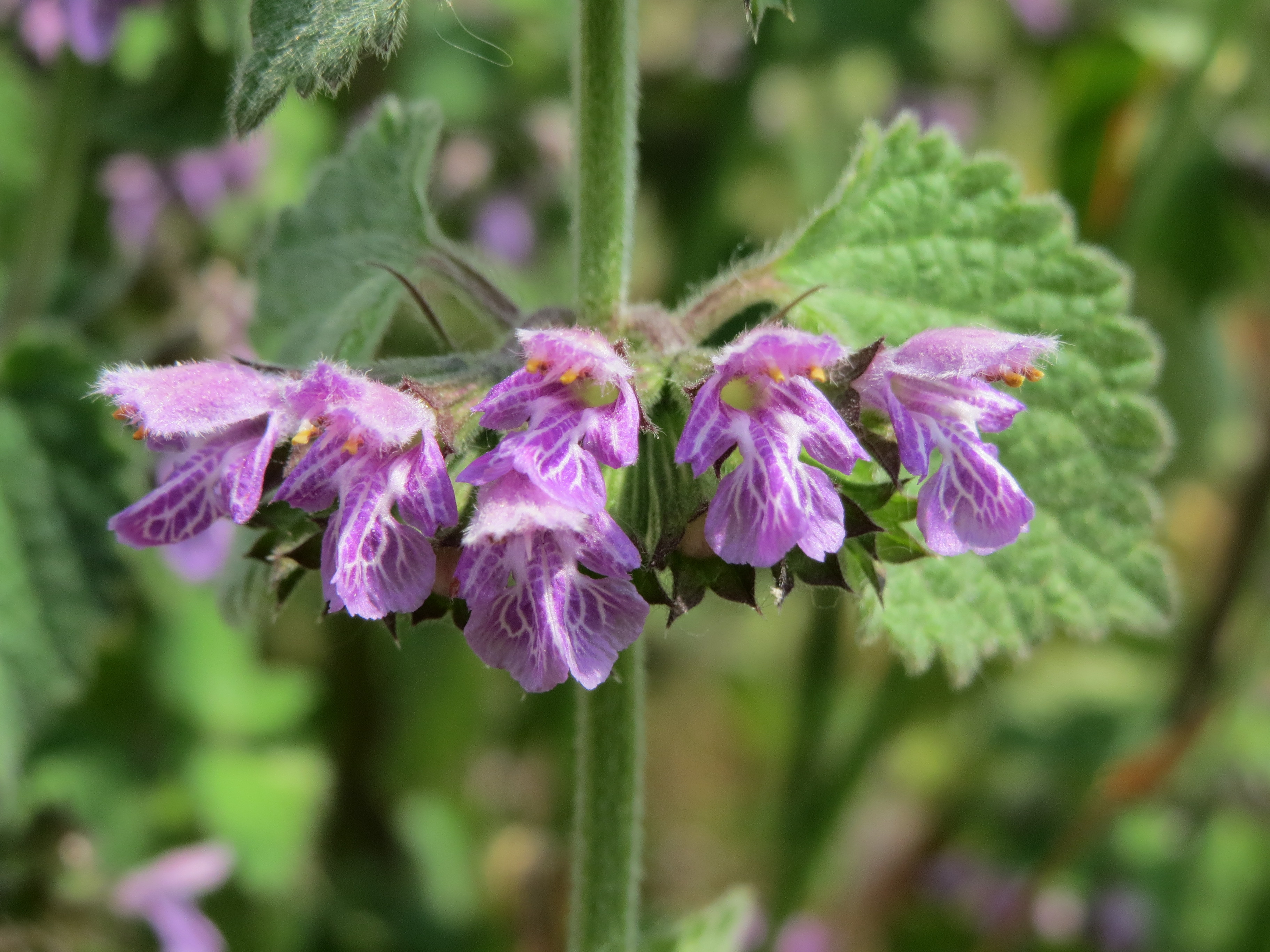
Infiorescenza
Ballota nigra

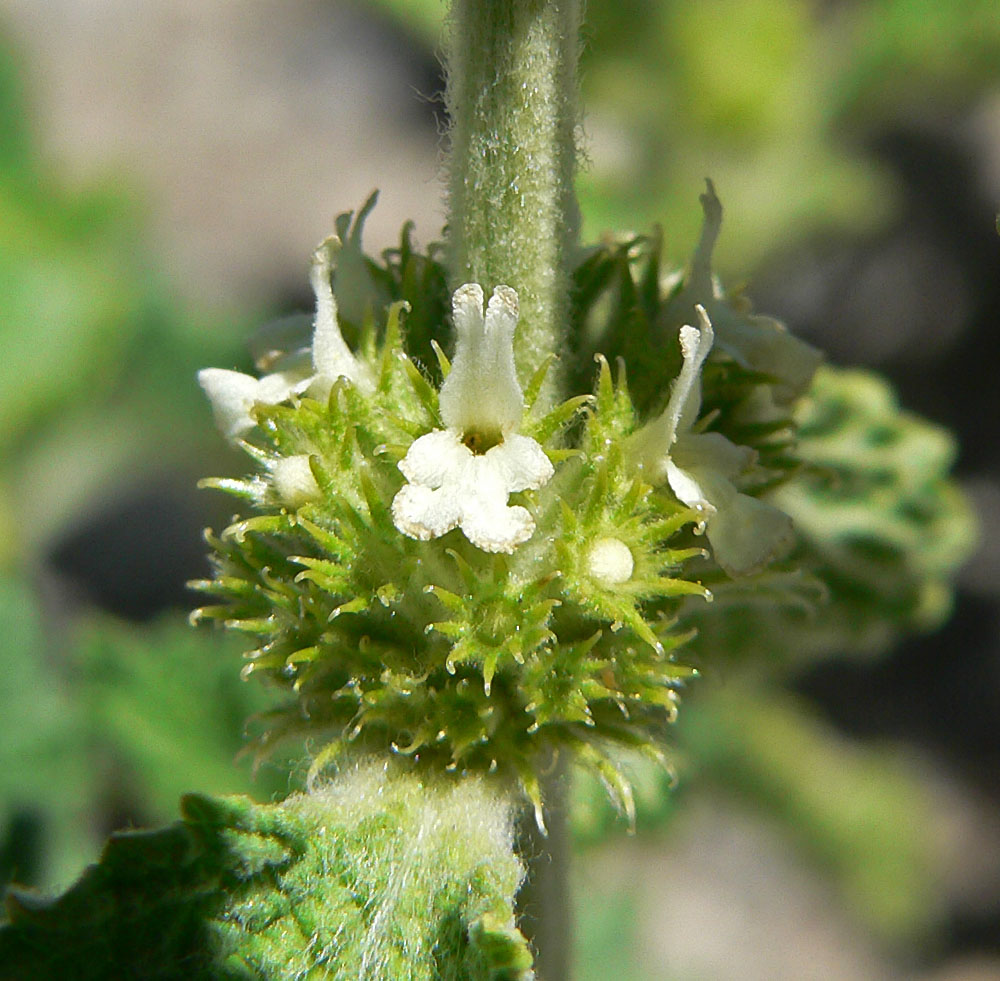
Il fiore
Marrubium vulgare

- Il portamento delle specie di questa tribù è erbaceo annuale o perenne, ma anche piccolo-arbustivo e suffruticose. Queste piante possono raggiungere l'altezza di 1,8 metri (Ballota). L'indumento è formato da peli semplici o anche ramificati; in generale queste piante possono presentarsi con un aspetto tomentoso e/o lanoso. Il fusto ha una sezione quadrangolare a causa della presenza di fasci di collenchima posti nei quattro vertici, mentre le quattro facce sono concave. In queste piante sono inoltre presenti ghiandole contenenti oli eterei che emanano caratteristici aromi[3][7][8][9][10][11]
- Le foglie lungo il caule sono disposte in modo opposto; normalmente sono dentate e picciolate o sessili in Sulaimania. Le forme vanno da lanceolate a ovate, a volte anche strette; la superficie può essere rugosa.
- Le infiorescenze sono di tipo tirsoide (raramente sono racemose). Inoltre sono formate da verticilli ascellari sovrapposti. Ogni verticillo è composto da più fiori (fino a 30 in Marrubium) disposti circolarmente poggianti su due grandi brattee fogliose (o semplicemente delle foglie) lievemente staccate dall'infiorescenza vera e propria ma comunque sub-sessili. Le brattee del verticillo seguente sono disposte in modo alternato. Nell'infiorescenza sono anche presenti delle bratteole (tripartite in Sulaimania) allungate (lesiniformi) e spinescenti (Ballota).
- I fiori sono ermafroditi, zigomorfi, tetrameri (4-ciclici), ossia con quattro verticilli (calice – corolla - androceo – gineceo) e pentameri (5-meri: la corolla e il calice sono a 5 parti). Sono inoltre omogami (autofecondanti).

- Formula fiorale. Per la famiglia di queste piante viene indicata la seguente formula fiorale:

X, K (5), [C (2+3), A 2+2] G (2), (supero), drupa, 4 nucule
- Calice: il calice, gamosepalo e persistente, è multilobato (da 5 a 15 fino a 30 lobi). I lobi, lesiniformi, di solito sono uguali o variamente ineguali. La parte terminale dei lobi può essere spinosa o anche uncinata. La forma del calice è da campanulata a tubulosa con 5 - 10 venature.

- Corolla: la corolla, gamopetala e zigomorfa, alla base ha la forma di un tubo e termina con due labbra con 5 lobi (raggruppamento 2/3) oppure 4 lobi (raggruppamento 1/3). Il labbro superiore, appena sporgente (o non) dal calice, è bilobato, piatto e moderatamente lungo o tipo cappuccio a volte densamente peloso e con i margini dentellati o interi; quello inferiore è proiettato in avanti, con portamento patente, e termina con un lobo allargato con una lieve (o evidente) protuberanza centrale (risulta quindi trifido). I colori della corolla sono bianco, rosa o purpureo, raramente sono gialli.

- Androceo: l'androceo possiede quattro stami didinami generalmente corti (quelli anteriori sono più lunghi) tutti fertili e inclusi nella corolla e posizionati sotto il labbro superiore. I filamenti sono adnati alla corolla (verso la metà lunghezza del tubo corollino) e provvisti di ciuffi di peli attorno alla loro inserzione. Le antere sono ravvicinate a coppie e sono biloculari. Le teche sono più o meno distinte e confluenti o subconfluenti; la deiscenza è logitudinale. I granuli pollinici sono del tipo tricolpato o esacolpato. Il nettario a forma di disco è ricco di sostanze zuccherine.

- Gineceo: l'ovario, profondamente quadri-lobato, è supero formato da due carpelli saldati (ovario bicarpellare) ed è 4-loculare per la presenza di falsi setti. La placentazione è assile. Gli ovuli sono 4 (uno per ogni presunto loculo), hanno un tegumento e sono tenuinucellati (con la nocella, stadio primordiale dell'ovulo, ridotta a poche cellule). Lo stilo inserito alla base dell'ovario (stilo ginobasico) è del tipo filiforme ed è incluso nella corolla. Lo stigma è bifido con lobi uguali o subuguali.

- Il frutto è uno schizocarpo composto da 1 - 4 nucule con forme arrotondate, cuneato-obovate o trigone e subtroncate all'apice; la superficie può essere glabra e liscia o ricoperta da ghiandole sessili posizionate all'apice. I frutti, di colore bruno, spesso rilasciano i semi con facilità (sono fragili).

## Riproduzione
- Impollinazione: l'impollinazione avviene tramite insetti tipo ditteri e imenotteri (impollinazione entomogama).[10]
- Riproduzione: la fecondazione avviene fondamentalmente tramite l'impollinazione dei fiori (vedi sopra).
- Dispersione: i semi cadendo a terra (dopo essere stati trasportati per alcuni metri dal vento – disseminazione anemocora) sono successivamente dispersi soprattutto da insetti tipo formiche (disseminazione mirmecoria).[13] I semi hanno una appendice oleosa (elaisomi, sostanze ricche di grassi, proteine e zuccheri) che attrae le formiche durante i loro spostamenti alla ricerca di cibo.[14]

## Distribuzione e habitat
Le specie di questa tribù hanno una distribuzione eurasiatica (soprattutto euromediterranea) con habitat relativi a climi per lo più temperati e luoghi asciutti (Sulaimania).

## Tassonomia
La famiglia di appartenenza della tribù (Lamiaceae), molto numerosa con circa 250 generi e quasi 7000 specie, ha il principale centro di differenziazione nel bacino del Mediterraneo e sono piante per lo più xerofile (in Brasile sono presenti anche specie arboree). Per la presenza di sostanze aromatiche, molte specie di questa famiglia sono usate in cucina come condimento, in profumeria, liquoreria e farmacia. La famiglia è suddivisa in 7 sottofamiglie; la tribù Marrubieae appartiene alla sottofamiglia Lamioideae.

### Filogenesi

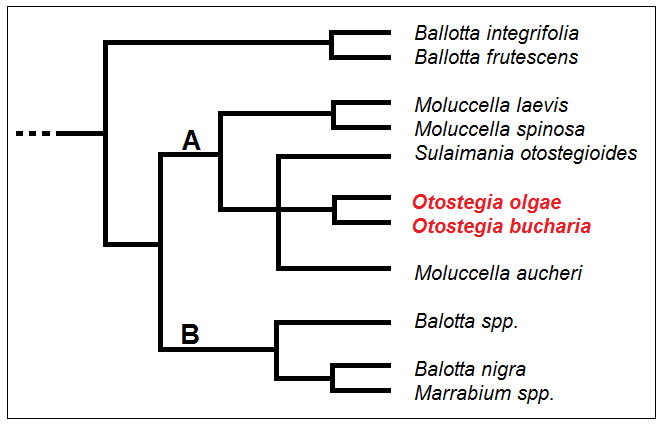
Cladogramma della tribù

La tribù Marrubieae si presenta con una monofilia ben supportata. All'interno della sottofamiglia Lamioideae la tribù di questa voce si trova nel gruppo più interno in posizione "gruppo fratello" rispetto alle tribù Lamieae + Leucadeae. All'interno della tribù due specie del genere Ballota sono "gruppo fratello" del resto della tribù formato da due sottocladi: (A) Moluccella + Sulaimania e (B) Ballota + Marrubium. In particolare il genere Ballota risulta polifiletico in quanto le due specie B. integrifolia e B. frutescens formano un clade separato dalle restanti specie del genere e formano la sezione Ballota sez. Acanthoprasium. Anche da un punto di vista morfologico le due specie separate differiscono dalle altre per un portamento più legnoso con bratteole spinose. Nel sottoclade "B" la specie B. nigra è "gruppo fratello" del genere Marrabium per cui anche senza la sez. Acanthoprasium il genere Ballota risulterebbe sempre parafiletico; mentre il genere Marabium è monofiletico. Nel sottoclade "A" l'intrusione di due specie del genere Otostegia (altrimenti appartenente alla tribù Leucadeae) è fortemente sostenuta dai dati molecolari insieme al genere monotipo Sulaimania e la specie Moluccella aucheri. Il sottoclade "A" è anche supportato dai dati morfologici (le nucule sono troncate apicalmente; il labbro superiore della corolla non è barbuto ai margini; il calice è zigomorfo con l'interno glabro).
Il cladogramma a lato, tratto dallo studio citato e semplificato, dimostra la struttura interna della tribù.

### Composizione della tribù
La tribù è formata da 4 generi e 70 specie:
- Ballota L., 1753 (35 specie) - Distribuzione: Euromediterranea fino all'Asia centrale.
- Marrubium L., 1753 (30 specie) - Distribuzione: Eurimediterranea fino al Pakistan.
- Moluccella L., 1753 (4 specie) - Distribuzione: Eurimediterranea fino all'India.
- Sulaimania Hedge & Rech.f., 1982 (Una specie: Sulaimania otostegioides (Prain) Hedge) - Distribuzione: Pakistan

Alcuni botanici propongono di descrivere la specie Ballota frutescens (L.) Woods nel nuovo genere Acanthoprasium (Benth.) Spenn con il nome di Acanthoprasium frutescens (L.) Spenn.

### Generi/specie in Europa e Italia
In Europa (compreso l'areale mediterraneo) e in Italia (allo stato spontaneo) sono presenti i seguenti generi/specie:
| Genere     | Specie europee | Specie in Italia                                                                                                 |
| ---------- | -------------- | --- |
| Ballota    | 27             | Ballota frutescens (L.) Woods Ballota hispanica (L.) Benth. Ballota nigra L. Ballota pseudodictamnus (L.) Benth. |
| Marrubium  | 43             | Marrubium alysson L. Marrubium incanum Desr. Marrubium peregrinum L. Marrubium vulgare L.                        |
| Moluccella | 2              | Molucella spinosa L.                                                                                             |

## Alcune specie

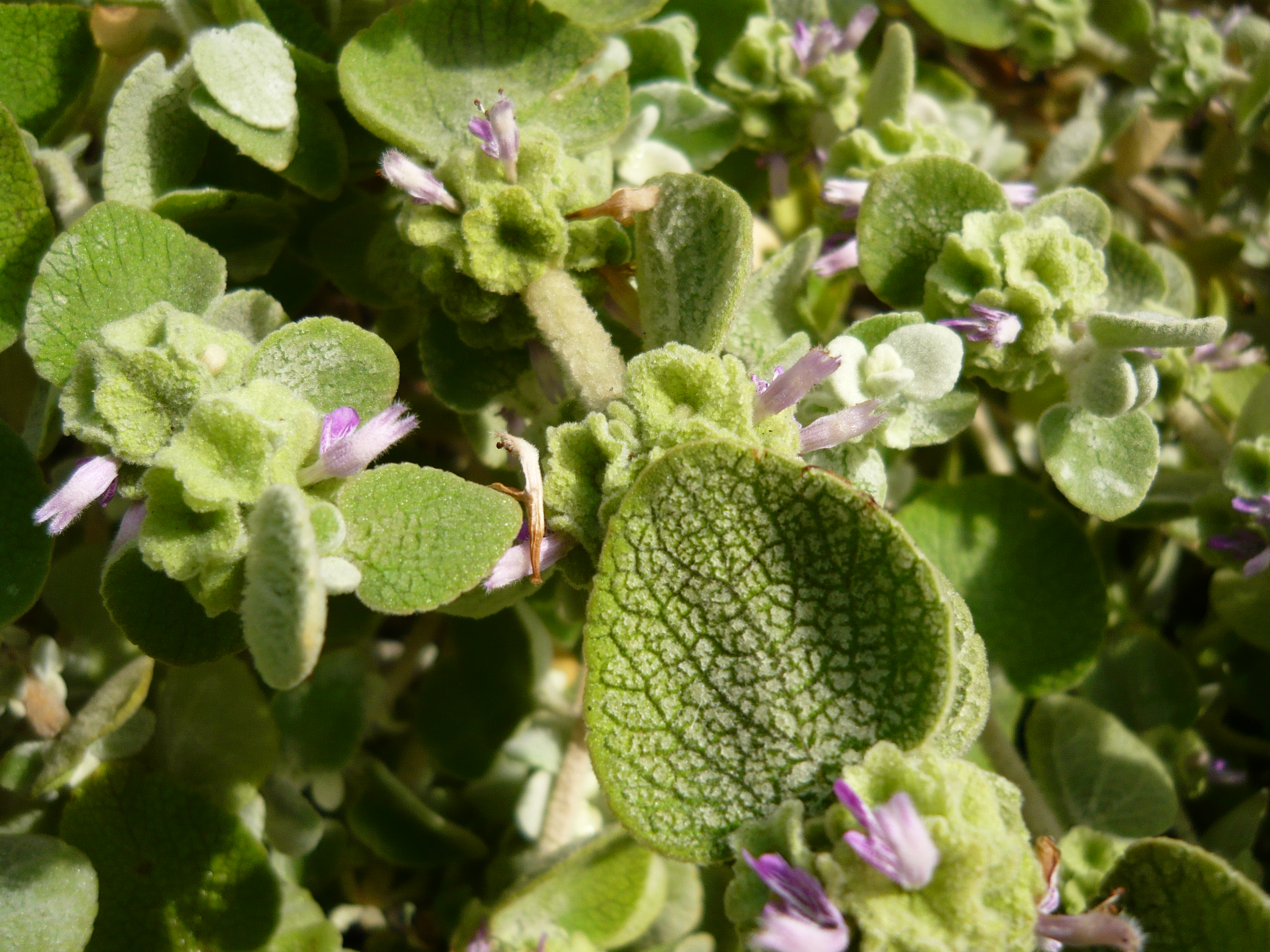
Ballota acetabulosa
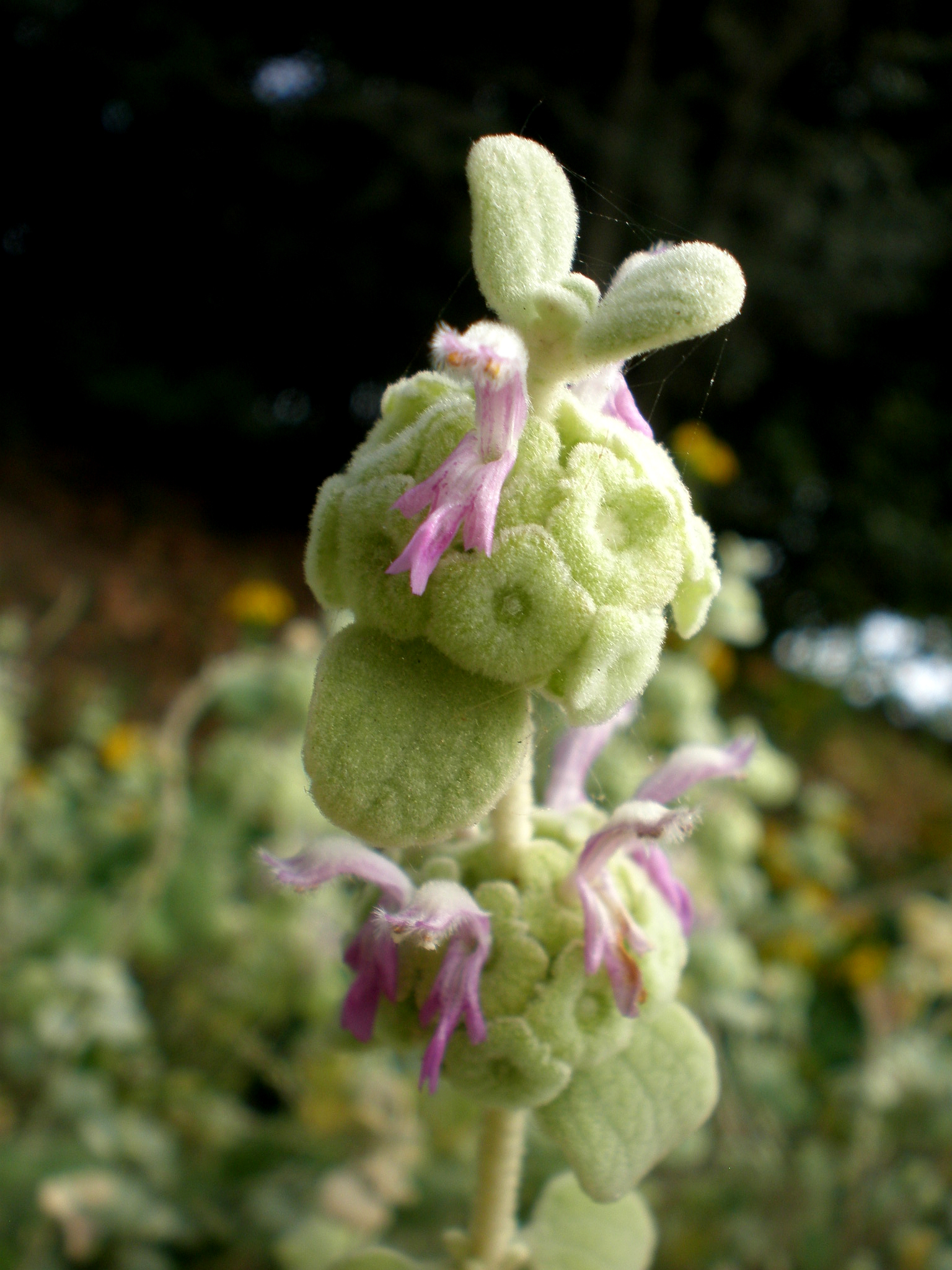
Ballota pseudodictamnus
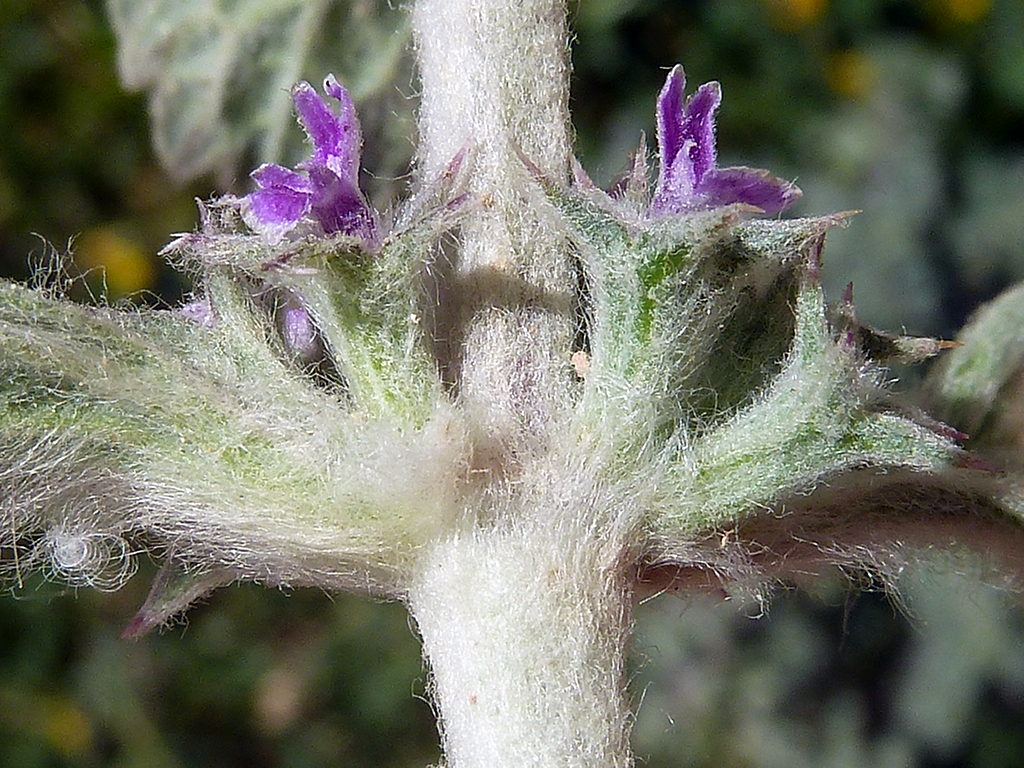
Marrubium alysson
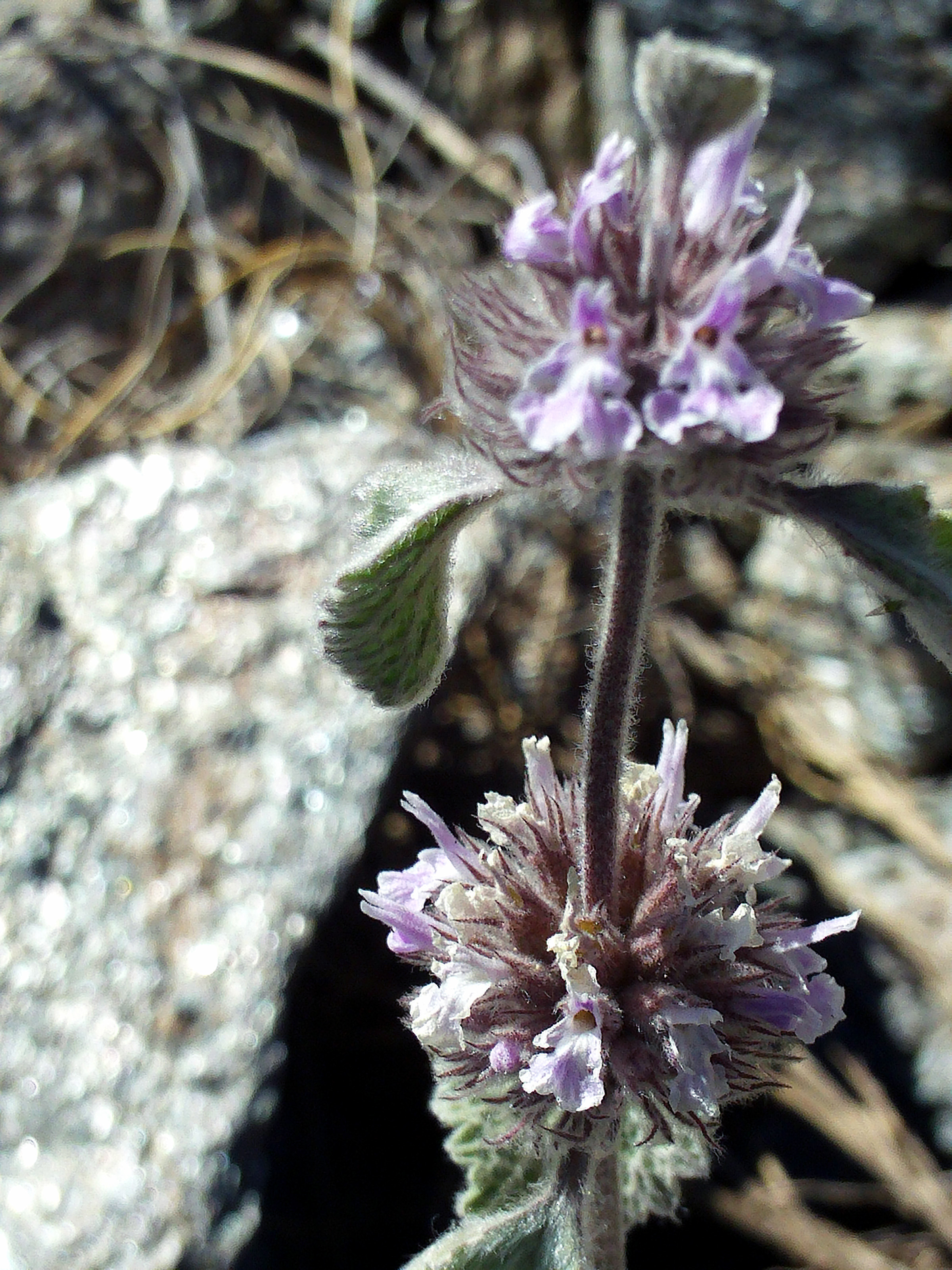
Marrubium supinum
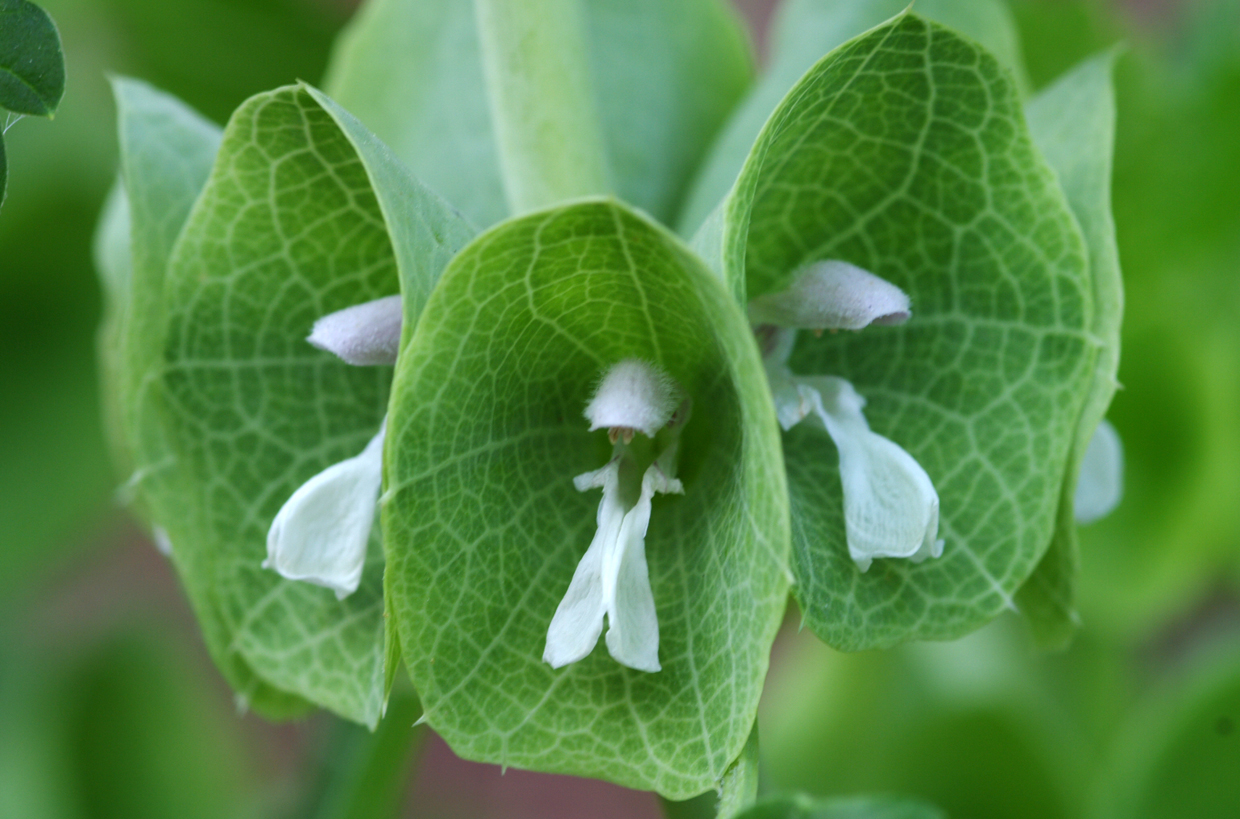
Moluccella laevis
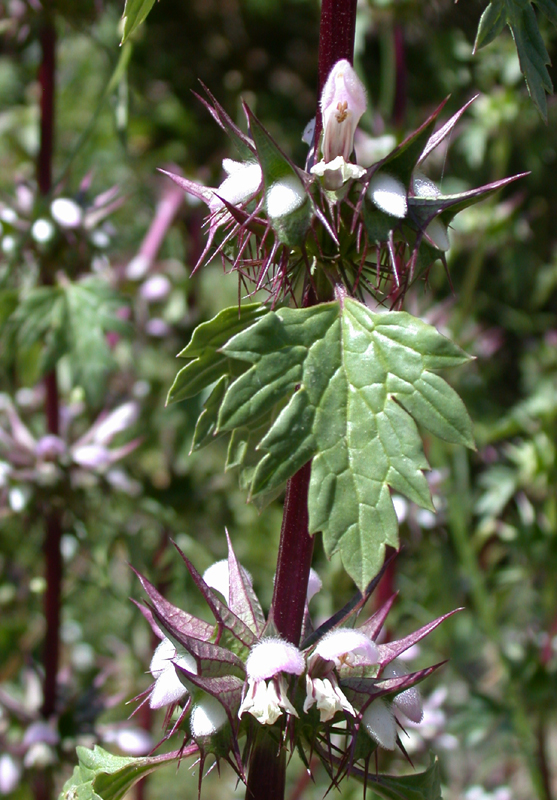
Moluccella spinosa